# OB・OG
OB・OG（）とは、特定の集団の出身者を表す和製英語である。例えば、「ウィキペディア大学OB・OG」とは「ウィキペディア大学の卒業生」を表す。それぞれ「オールド・ボーイ」「オールド・ガール」という和製英語の頭文字である。

## 用語
特定の学校の卒業生のほか、特定の部活などに所属していた者、特定の企業などに所属していた者についても呼ばれることが多い（例:「ウィキペディア大学サッカー部OB」「株式会社ウィキペディアOB」、詳細はアルムナイの項参照）。プロスポーツチーム、政界などの引退者に対し用いられることもある。
OBは男性の出身者、OGは女性の出身者を表すが、まれにOBに女性も含めて用いられる。例えば「ウィキペディア大学OB」という表現は、ウィキペディア大学を卒業した男子学生だけを指す場合もあれば、男女を問わず卒業生全体を指す場合もある。男女を問わない場合には、この種の言葉を避け、「先輩」「既卒者」（または「卒業生」「同窓生」「アルムナイ」）などと言い換えることもある。

### 英語圏
英国では特定の学校の卒業生を「old boys」や「old girls」、「OB」というが、「OG」は使われない。米国では男性は Alumnus、女性は Alumna と言うのが一般的である（ただし中退者も含めて広く過去の在籍者一般を指す場合もある）。英国・米国両方で使える言い方として『a graduate of XYZ University』（XYZ は大学名）がある。部活や企業など、特定の集団の一員だった人を英語では「former member」「ex-member」といい、定年退職者の場合は「retiree」という。

## OB・OG会
その学校を卒業した者たちで構成される団体のことである。「同窓会」と呼ばれることもある（例：「ウィキペディア高等学校同窓会」）。男女別学の場合は、男子のみの学校では「OB会」、女子のみの学校では「OG会」と称する。